# Svetište Majke Božje Kloštarske
Svetište Majke Božje Kloštarske pripada Župi Sv. Ivana Krstitelja u Slavonskom Kobašu, a udaljeno je tri kilometra od mjesta na putu prema Lužanima.
Nalazi se na obali rijeke Orljave koja se kilometar niže utiče u Savu. To je i lokacija mjesnog groblja na kojem se nalazi gotička crkva koja je barokizirana. Kloštar ima lijepu vizuru jer se nalazi na blagom povišenju (gredi) iza kojeg se nalaze šumovite obale rijeka Orljave i Save te obronci bosanske planine Motajice.
U predvečerje 14. kolovoza (uoči Velike Gospe) okuplja se vjernički puk na ispovijed i molitvu te pripravu za sv. misu koja započinje obično u 19 sati. Od osnutka Požeške biskupije misno slavlje predvodi preuzvišeni biskup Antun Škvorčević. Na Veliku Gospu okuplja se velik broj vjernika, osobito iz novogradiške posavine te zapadnog brodskog posavlja ali i iz cijele Slavonije. 
Prvi pisani izvori o Kloštru datiraju iz 14. stoljeća.